# Sibilla Weiller
Sibilla Weiller (Neuilly-sur-Seine 12 juni 1968) is een afstammelinge van koningin Victoria.
Zij trad op 24 september 1994 in het huwelijk met Guillaume van Luxemburg. Uit dit huwelijk zijn vier kinderen geboren:
- Paul Louis (4 maart 1998)
- Leopold (2 mei 2000)
- Charlotte (2 mei 2000)
- Jean André (13 juli 2004)

In de nacht van 10 op 11 september 2000 kregen prins Guillaume en prinses Sibilla een ernstig auto-ongeluk nabij Parijs. 